# Powinność
Powinność – nakaz, obowiązek, konieczność natury moralnej. Występuje także jak: powinność obywatelska, powinność obrony ojczyzny (samoobrona powszechna), powinność moralna, powinność zawodowa.
Etyka, jako filozoficzno-normatywna teoria ma za przedmiot "powinność moralną" ludzkiego działania. Karpiński pisze: "Etyka jest to dział filozofii zajmujący się problemami moralności […] Określa istotę powinności moralnej człowieka i ostatecznie faktu moralnego działania".
Różnice w aspekcie przedmiotu formalnego etyki wynikają z poglądów, co stanowi normę moralności. Ona wyznacza moralny sens powinności działania i moralny sens jego wartości. Co jest normą moralności - kiedy czyn jest moralnie dobry lub zły, jak należy postępować (działanie "powinny"), stanowi nieodzowny warunek, do którego działający dąży jako do swojego ostatecznego celu. Działanie to zostało działającemu nakazane przez odpowiednio miarodajny autorytet, wyraża afirmację należną komuś lub czemuś z relacji przysługującej wartości, w przypadku osoby – godności. 

## Określenie normy powinności
Trudności z określeniem normy moralności i istoty powinności moralnej związane jest z rozbieżnością przekonań, co jest w szczególnych przypadkach moralnie słuszne (nieodzowne) czy też niesłuszne. Działanie moralnie zgodne, może okazać się jedynie efektywnym środkiem osiągnięcia własnego szczęścia ze względu na jego osiągnięcie i równocześnie być przedmiotem nakazu autorytetu czyli "powinnym", ze względu na nakaz. 
Wskazują na to dwa sposoby ujawnienia moralnej powinności działania i wyodrębnienia jej od powinności pozamoralnej: 
- przez bezpośrednie odwołanie się do doświadczenia moralnej powinności, która pojawia się w sądzie sumienia ("powinienem"). Sąd ten ujawnia powinność moralną działania, niezależną od warunku, jakim jest pragnienie osiągnięcia własnego szczęścia ze strony działającego, czyli wbrew temu, co mówi eudajmonistyczna wizja szczęścia.
- Ten sam sąd ujawnia, że powinność moralna działania o tyle tylko wiąże się z podmiotem działania, o ile sam tego sądu jest autorem (zob.: deontonomizm i heteronomizm). Ujawnia jednocześnie, że podmiot wydaje go i chce go wydać jedynie wówczas gdy aktem jego wydania stwierdza i uznaje niezależną od podmiotu prawdę o rzeczywistości. Rzeczywistością tą jest wartość osobowa adresata działania – godność osoby.
- Drugim sposobem ujawnienia powinności moralnej działania i odróżnienie jej od pozamoralnej, jest moralna słuszność podejmowanej decyzji.

## Powinność czy obowiązek?
Zagadnienie wymaga objaśnienia przynajmniej dwóch zastosowanych tu pojęć. Przyjmuje się, jak przeważnie na gruncie studiów etycznych, istotne rozróżnienie pojęć "obowiązku" i "powinności". 
- O ile "obowiązek" oznacza konieczność zrobienia przez człowieka czegoś, (postępowania w określony sposób z nakazu wewnętrznego lub nakazu zewnętrznego; np. prawnego, administracyjnego), o tyle "powinność" oznacza przede wszystkim obowiązek natury moralnej, a więc nakaz wewnętrzny. Obowiązek jest przymusem, zewnętrznym bodźcem do działania, powinność jest nakazem dawanym samemu sobie.
- rozważanie: "powinność"–"obowiązek", jest rozważaniem przede wszystkim źródeł decyzji nakazujących działania i uzasadnień dla tych działań. Jak można sądzić, dokumentem najpełniej prezentującym zestaw działań i (lub) zaniechań działania, w wyniku których tworzy się albo ochrania jakieś dobra moralne (etyczne), oddane w gestię pewnemu zawodowi, będzie przykładowo kodeks etyczny jakiegoś zawodu[2]. Mamy więc tu istotne rozróżnienie między tym, co etyczne, i tym, co moralne. W mowie potocznej oraz w dużej części powierzchownych publikacji poświęcanych etyce zawodowej w ogóle nie czyni się rozróżnienia między "etycznością" a "moralnością", gdy tymczasem różnica ta decyduje o pojmowaniu stanów, które nazywamy "powinnością moralną" lub "obowiązkiem etycznym". To samo działanie, ujęte tą samą normą postępowania zawodowego, może być pojmowane przez działającego[3] (lekarza, pielęgniarki, aptekarza), jako wola lub przymus i podejmowane z racji powinności bądź obowiązku. Nie trzeba zapewne głębiej uzasadniać społecznego rozumienia różnicy między działaniami podejmowanymi z przymusu (groźba sankcji, obietnica nagrody, zapłaty) i działaniami bezinteresownymi (satysfakcja własna działającego) i zastanawiania się, które z nich w społecznej ocenie plasowane są wyżej. Skrajna bezinteresowność jest zaprzeczeniem głównej idei wykonywania zawodu – zdobywania pieniędzy, środków umożliwiających realizację własnych planów życiowych. Skrajne nastawienie merkantylne, zwłaszcza u wykonujących zawody medyczne, budzić musi niepohamowany społeczny sprzeciw – uderza bowiem w społeczne wartości fundamentalne, jak równość, solidarność i przyjaźń.
- Etyka zawodowa, zwłaszcza zawodów medycznych, musiała także pogodzić w swoich zasadach i tę immanentną sprzeczność: działań zarobkowych członków zawodu z zasadą równego i bezwzględnego dostępu bliźnich do ochrony własnego życia i zdrowia. Dotąd był to zawsze problem medyków i społeczności, w której funkcjonowali. Przejęcie przez współczesne państwo zadania rozwiązywania tego problemu (utrzymanie równowagi między dobrem zawodu a dobrem pacjenta) w ramach polityki społecznej, sprowadziło to zagadnienie do rozmiarów problemu finansowego i logistycznego. Tymczasem jest to problem etyczny w takim zakresie, w jakim nie jest obojętne dla pacjenta, czy medyk niosący mu pomoc czyni to z przymusu, czy z przekonania.

## Treść powinności i dobra moralnego
Osobowa godność adresata działania jest źródłem zaistnienia powinności afirmowania go ze strony podmiotu działania, to przedmiotowa struktura tegoż adresata działania musi stanowić tym samym kryterium, obiektywnie determinujące szczegółową treść aktów afirmacji należnych osobie - od osoby. Integralną normą moralności działania ludzkiego jest zatem wyrastająca z samej struktury bytowej człowieka i zarazem całą tę strukturę przenikająca, jego osobowa godność.
- Treść powinności i dobra moralnego jako sprawność
  - Definicja cnoty - Należy odróżnić dwa rodzaje skutków czynu ludzkiego: skutki przechodnie, tj. skutki, które podmiot sprawia w świecie zewnętrznym, i skutki nieprzechodnie, tj. skutki, które czyn przez fakt jego podjęcia sprawia w samym podmiocie. Skutki te modyfikują intelektualne bądź wolitywne władze podmiotu; poprzez swe działanie i podmiot nabywa sprawności w określonej dziedzinie swej działalności teoretycznej bądź praktycznej. Sprawnością (łac. habitus) nazywamy stałą dyspozycję rozumu lub woli do wykonywania określonego rodzaju aktów. Ponieważ sprawności moralne są usprawnieniem do pewnego typu działania, oznacza to, że są one przede wszystkim sprawnościami woli, chociaż jako usprawnienia do spełniania aktów ludzkich zawierają w sobie zawsze również element intelektualny (łac. "Nihil volitum nisi praecognitum", Czego nie poznasz, tego nie zapragniesz). Sprawności moralnie dobre nazywamy cnotami. Cnota w szerszym znaczeniu (gr. areté, łac. virtus) to wszelkie usprawnienie bytu jako podmiotu działania do wykonywania aktów odpowiadających jego naturze (łac. "habitus operativus bonus"); cnota w sensie moralnym, to stała skłonność i sprawność woli do spełniania aktów moralnie dobrych. Od Arystotelesa pochodzi definicja cnoty jako środka pomiędzy dwoma skrajnościami: niedomiaru i nadmiaru (w sensie ontycznym "virtus stat in medio"; w sensie aksjologicznym jest to jednak punkt szczytowy: "optimum potentiae"). I tak np. męstwo wyraża właściwą postawę woli pomiędzy zuchwałością a tchórzostwem.
  - Przeciwieństwem cnoty jest wada, czyli nabyta przez działania moralnie złe, skłonność woli do spełniania moralnie złych aktów. Ponieważ istotnym elementem działania moralnie godziwego jest intencja afirmacji osoby dla niej samej, czyli miłość w sensie etycznym, stąd miłość - za św. Augustynem - nazywana jest "formą cnót" (forma virtutum). Dzięki miłości cnota i działanie z niej wypływające uzyskują wymiar ściśle moralny, a przez to prowadzą do spełnienia osoby, jako osoby poprzez utwierdzenie jej woli w dobru moralnie powinnym. Analogicznie: wada stanowi o niespełnieniu osoby, jako osoby.
- Podział cnót - Dział etyki zajmujący się nauką o cnotach nazywany jest aretologią. Naukę o cnotach moralnych zapoczątkował Platon (w "Państwie"), zaś usystematyzował Arystoteles (w "Etyce nikomachejskiej"). Za nimi wyróżnia się cztery podstawowe cnoty moralne, zwane cnotami kardynalnymi (łac. "cardo" - zawias). Są to: roztropność, umiarkowanie, sprawiedliwość i męstwo. W ujęciu personalistycznym wszystkie te cnoty rozumieć należy, jako postaci miłości (forma virtutum) odniesionej do poszczególnych dziedzin ludzkiego działania. Trzeba przy tym pamiętać, iż rozróżnienia poszczególnych cnót kardynalnych nie należy rozumieć w sensie podziału logicznego (nie występuje tu cecha rozłączności); w rzeczywistości każda z cnót kardynalnych zawiera w sobie elementy pozostałych.
  - roztropność - usprawnia rozum i wolę podmiotu do trafnego rozpoznania powinności moralnej ("miary miłości") w konkretnej sytuacji i do trafnego wyboru środków prowadzących do realizacji tej powinności. Nie bez powodu zatem nazywana bywa niekiedy "kierowniczką cnót" (auriga virtutum) lub też cnotą "słusznego osądu" (recta ratio).
  - sprawiedliwość - jest cnotą usprawniającą jej podmiot do oddania każdemu tego, co mu się należy (suum cuique reddere) w obszarze tzw. "dóbr dla osoby" ze względu na powinność afirmacji dobra, jakim jest sama osoba (w imię jej miłości). Sprawiedliwość dzieli się na sprawiedliwość: "zamienną" (sprawiedliwość w wymianie świadczeń pomiędzy jednostkami), "rozdzielczą" (sprawiedliwość odnosząca się do działań legalnej władzy w stosunku do obywateli) i "legalną" (sprawiedliwość w relacji obywatela do legalnej władzy). Podstawową miarą sprawiedliwości jest to, co należne osobie z racji tego, że jest osobą (przestępcy należna jest kara, przestępcy jako osobie należna jest afirmacja);
  - męstwo - jest cnotą usprawniającą wolę człowieka do przezwyciężania trudności na drodze do realizacji dobra powinnego. Uzdalnia człowieka do panowania nad uczuciami (lęku, strachu), np. w obliczu groźby pozbawienia człowieka ważnych dla niego dóbr lub obietnicy ich uzyskania za cenę działania moralnie niegodziwego.
  - umiarkowanie wprowadza ład w realizacji potrzeb związanych z dwoma podstawowymi popędami człowieka: popędem samozachowawczym i seksualnym. Dzięki cnocie umiarkowania popędy te realizowane są zgodnie z rozumną naturą osoby ludzkiej, jako podmiotu rozumnie wolnego.

## Powinność moralna
Sama obecność osoby wystarczy, by zaistniała powinność jej afirmowania. "Nie znaczy to - podkreśla T. Styczeń - że powinność moralna jest jedynie konsekwencją z góry przyjętych założeń antropologicznych. Raczej przeciwnie, to właśnie wgląd w fenomen powinności moralnej ujawnia centralną pozycję osoby". Na tej zasadzie buduje swoją antropologię Roman Ingarden:"Wszystkim wymogom stawianym powinności moralnej czyni zadość osoba w aspekcie swej godności". Poznanie powinności moralnej może się odbywać tylko w sposób bezpośredni, tak jak bezpośrednio jest dana osoba w swojej godności. "Powinność moralna działania okazuje się powinnością afirmowania osoby lub rzeczy dla ich wsobnej wartości, etyka zaś okazuje się teorią powinności działania ze względu na wsobną wartość osoby (godność) lub rzeczy jako normę moralności tegoż działania".
Powinność spotyka się z odpowiedzią osoby w postaci odpowiedzialności moralnej - postawy świadomego i dobrowolnego podejmowania czynów, zgodnych z zasadami i normami moralnymi, przy czym niespełnienie tych czynów pociąga za sobą sankcje moralne w postaci: wyrzutów sumienia, poczucia winy, wstydu, przeżywania wobec siebie głębokiego rozżalenia i rozgoryczenia.
Odpowiedzialność moralna związana jest ściśle z osobistą decyzją przyjęcia lub odrzucenia konsekwencji wynikających z podjęcia i wdrożenia (lub zaniechania) uznawanych lub sprzecznych z uznawanymi przez siebie lub społeczność kryteriami zachowania się.
Dotyczy ona zarówno jednostek (decyzje jednostki wobec otoczenia) jak i społeczności (np. decyzja o prowadzeniu konfliktu zbrojnego lub wojny).
Odpowiedzialność moralna zależna jest od kryteriów uznawanych przez społeczność lub jednostkę i może być różna w stosunku do tego samego zachowania (np. zależna od czasu lub przestrzeni geograficznej)
W odpowiedzialności moralnej oceniany jest zamysł (np. użycia narzędzia) i działanie, a nie samo narzędzie. Oceniony zostaje więc sposób użycia dynamitu (kamieniołomy lub dom nielubianego sąsiada), a nie sam dynamit jako taki.

## Sumienie – powinność osobiście odkryta
Powinność moralna - powinność afirmacji osoby dla niej samej - musi być przez człowieka osobiście doświadczona, osobiście odkryta, dana w sądach sumienia. Powinność moralna ma charakter zobowiązujący, gdy jest dana:
- w postaci własnego sądu podmiotu,
- w postaci sądu, który odzwierciedla jakiś obiektywny, transcendentny wobec podmiotu, normatywny stan rzeczy.

"Powinieneś!" jawiące się we wnętrzu człowieka, tak długo nie jest w stanie przybrać znamienia powinności moralnej i być tym samym identyfikowane z sumieniem, jak długo nie przyjmie charakteru osobistego przeświadczenia podmiotu, iż jest istotnie tak, jak owo do niego kierowane Powinieneś!, nabiera mocy moralnego zobowiązania i staje się utożsamiane z sumieniem dokładnie z chwilą jego przełożenia - na "Powinienem!". Prawdą jest, że powinność moralna ma zobowiązujący dla człowieka charakter wówczas, gdy jest wyrażona poprzez jego własne sądy sumienia. Jest to warunek konieczny, ale nie wystarczający. Uznanie tego wymogu za warunek ostateczny powoduje popadnięcie w subiektywizm. W tej sytuacji można by uznać, że sądy sumienia są arbitralne i zależą tylko i wyłącznie od woli podmiotu. Mogą być przez niego dowolnie ustanawiane, a także uchylane (gdy ich treść jest dla podmiotu niekorzystna).
Powinność moralna jest możliwa do uchwycenia w sądach sumienia. Jest poznawana w sposób osobisty, subiektywny (podmiotowy), ale nie oznacza to, że ma charakter subiektywistyczny (zależny od upodobania podmiotu, od jego woli). Aby przezwyciężyć zagrożenie subiektywizmu należy zaakcentować inny aspekt sumienia, mianowicie to, że jest to sąd, czyli akt poznania. W poznaniu zaś chodzi o prawdę. Podmiot w swoich sądach stara się tylko wyrazić prawdę o poznanym stanie rzeczy. "Wolność podmiotu - zauważa ks. T. Styczeń - przejawiająca się w akcie wydania sobie samemu rozkazu o powinności, nie ma nic wspólnego z działaniem nie liczącym się z prawdą. Gdyby tak było, nie byłoby miejsca na wahanie, ważenie racji, na dociekania, których ostatecznym wyrazem i ukoronowaniem jest dopiero wydanie sądu, czyli aktu poznania. Aktu, którego cechą znamienną jest wyrażenie prawdy".
Gdyby ktoś zakwestionował nasze sądy, to nie będziemy się powoływać jedynie na to, że to my je wydaliśmy i że są one naszym wewnętrznym przeświadczeniem. Raczej spróbujemy wskazać na racje, które sprawiły, że uznaliśmy ten sąd za prawdziwy. A tym samym powinność moralna, którą ten sąd wyraża, obowiązuje nie tylko mnie jako autora tego sądu, ale każdego innego człowieka, który tę samą prawdę poznaje, uznaje i w aktach własnego sumienia wyraża. Sytuacja ta odsłania obiektywną ważność powinności. Żaden z poznających podmiotów tej powinności nie ustanawia, lecz ją tylko w sądach swych stwierdza i uznaje. Obiektywna ważność powinności moralnej opiera się na prawdzie, dostępnej każdemu człowiekowi, ale tylko w sposób osobisty, dzięki własnemu sumieniu. Prawda odkrywana osobiście nie jest jednak prawdą jednostkową, ale ma wyraz powszechnej ważności. Obiektywna ważność powinności moralnej uwidacznia się wówczas, gdy człowiek będąc twórcą swego sądu nie rości sobie pretensji do jednoczesnego bycia twórcą prawdy swego sądu.
Poprzez czyny moralnie dobre, spełniane zgodnie z osobiście odkrytą w sądach sumienia prawdą o dobru, człowiek sam staje się moralnie dobry.

## Powinności moralne żołnierza (przykład)
"Powinności moralne żołnierza" - "Dziesięć Przykazań Żołnierza Polskiego" - jest swoistym kodeksem etyczny. "Przykazania" te zostały opublikowane m.in. w "Kalendarzyku Korpusu Ochrony Pogranicza" w 1933 r.
Treść tego dokumentu etycznego ma formę dziesięciu zdań oznajmujących ponumerowanych cyframi arabskimi od 1 do 10. Dokument nie zawiera żadnych informacji o jego autorze (autorach) oraz o instytucji, która zainicjowała jego powstanie i opublikowanie. Ponieważ "Przykazania" zostały wydrukowane jako publikacja, należy zakładać, że miały aprobatę naczelnego wodza.

### Forma i treść"Przykazań"
"Dziesięć przykazań..." posiada formę dekalogu nawiązującego w ten sposób do "Dziesięciu Bożych Przykazań" a będącego swoistym chrześcijańskim kodeksem moralnym 
Z okresu międzywojennego znane są także inne "katalogi" powinności moralnych mających formę dekalogu. Przykładem takiego dokumentu etycznego mogą być "Przykazania Policjanta" opublikowane w czasopiśmie policyjnym "Na posterunku" w 1938 r. Także i obecnie powstają tego typu dokumenty, czego przykładem jest "Dekalog pracy" opublikowany przez Henryka Szydłowskiego
- "Dziesięć przykazań żołnierza polskiego" propagowanych np. w Korpusie Ochrony Pogranicza (KOP)miało następującą treść:

1. Żołnierz polski wierzy w Boga, wiedząc, że jego przodkowie zawsze z Bogiem na ustach szli w bój za świętą sprawę.
2. Żołnierz polski zna historię swojej Ojczyzny i bierze wzór z bohaterskich czynów i zasług ojców swoich.
3. Żołnierz polski zna i kocha swój kraj.
4. Żołnierz polski ceni nade wszystko honor oddziału i żołnierską cześć; jest szczery, otwarty, śmiały i brzydzi się kłamstwem.
5. Żołnierz polski czci swego Wodza i wierzy, że on poprowadzi go do zwycięstwa.
6. Żołnierz polski swoją dziarską postawą, pogodnem usposobieniem i życzliwością w stosunku do ludności cywilnej zjednywa sobie powszechną miłość w narodzie.
7. Żołnierz polski zna i szanuje swoją broń i sprzęt, a na wojnie dąży jedynie i nieustannie do zwycięstwa.
8. Żołnierz polski jest opiekunem kobiety, dziecka i starca i zawsze staje w ich obronie.
9. Żołnierz polski bawi się godziwie i bez szkody dla zdrowia.
10. Żołnierz polski walczy w obronie Ojczyzny do ostatniego tchu i gotów jest zawsze oddać za nią swe życie.

- „Przykazania” określały powinności etyczne żołnierza. Tak więc żołnierz był podmiotem „Przykazań”. Przedmiotem natomiast powinności moralnych były osoby (Bóg, swój oddział, Wódz, ludność cywilna, kobiety, dzieci, starcy, podmiot powinności) oraz Ojczyzna (kraj).

### Powinności etyczne żołnierza względem osób
Najliczniejszą kategorię powinności moralnych "Dziesięciu przykazań żołnierza polskiego" stanowiły te powinności, których przedmiotem były osoby. Do tej kategorii zaliczymy powinności odnoszące się do Boga, ponieważ religia kształtująca postawy żołnierzy to chrześcijaństwo, ujmowało Boga jako osobę. W tej kategorii umieścimy też powinności wobec swojego oddziału, traktując oddział jako swoistego rodzaju wspólnotę osób. Powinności odnośnie do osób zostały zawarte w przykazaniach: pierwszym (Bóg), czwartym (swój oddział), piątym (dowódca), szóstym (ludność cywilna), ósmym (kobieta, dziecko, starzec) i dziewiątym (sam żołnierz będący podmiotem i przedmiotem powinności moralnych).

#### Powinności względem Boga
Na pierwszym miejscu występuje zobowiązanie moralne żołnierza do wiary w Boga. Przy uzasadnieniu tej powinności odwołano się do ojczystej tradycji: "Przodkowie [żołnierza] zawsze z Bogiem na ustach szli w bój za świętą sprawę". Dokument nie precyzował o jaką tradycję religijną chodzi. W okresie międzywojennym postawy etyczne większości żołnierzy kształtowało przede wszystkich chrześcijaństwo (katolicyzm, prawosławie, protestantyzm). Należy zauważyć, że w uzasadnieniu powinności wiary w Boga nie odwołano się do obiegowego powiedzenia "Polak – katolik" i identyfikacji zasad jedynie ze środowiskiem katolickim lub szerzej mówiąc chrześcijańskim. Pierwsze przykazanie zawierało uniwersalną treść, z którą mógł się identyfikować każdy żołnierz wyznający jakąkolwiek religię, w której występuje pojęcie Boga. Ujęcie służby wojskowej w relacji do Boga nadało obronie Ojczyzny wymiar religijny i stąd też ten rodzaj służby został uznany za "świętą sprawę". Każdy wierzący żołnierz podczas składania przysięgi swe powinności żołnierskie odnosił do Boga. Rota przysięgi rozpoczynała się słowami:
"Przysięgam Panu Bogu Wszechmogącemu w Trójcy Świętej Jedynemu", zaś kończyła się słowami "Tak mi dopomóż Bóg i Święta Jego męka. Amen". Z powodu powiązania powinności żołnierskich z Bogiem wypełnienie bądź też złamanie przysięgi wojskowej miało dla wierzącego w Boga żołnierza nie tylko skutki cywilnoprawne, ale konsekwencje religijno-
-moralne. Nieco inny tekst przysięgi żołnierskiej przeznaczony był dla niechrześcijan,
muzułmanów, ewangelicznych chrześcijan, baptystów oraz tzw. "bezwyznaniowców". Tekst zasadniczy przysięgi był ten sam, natomiast modyfikacji albo opuszczeniu ulegały słowa wezwań.

#### Powinności względem swojego oddziału
Na drugim miejscu w kategorii powinności etycznych odnoszących się do osób został umieszczony oddział. Żołnierz winien cenić sobie honor swojego oddziału i przez swoje zachowanie nie powinien go pohańbić. Honor oddziału z pewnością miał bliski, wewnętrzny związek z bezwzględnym wypełnieniem rozkazów wydanych przez przełożonych, z walecznością i dyscypliną. Stosunek do żołnierzy ze swojego oddziału wyrażały cztery cechy: szczerość, otwartość, śmiałość i prawdomówność. Spośród tych cech jedna cecha – śmiałość – zdaje się odnosić nie tyle do osób, co do zachowania się na polu bitwy.

#### Powinności względem dowódcy
Powinność etyczną żołnierza w stosunku do dowódcy wyrażono terminem "cześć" i "wiara". Żołnierz polski winien czcić swego Wodza i wierzyć, że on poprowadzi go do zwycięstwa. Słowo czcić miało konotację religijną. Dekalog nakazywał czcić swego ojca i matkę. Tak więc żołnierz w dowódcy winien upatrywać swego ojca, okazywać mu posłuszeństwo i cześć. Wiara żołnierza w dowódcę oznaczała zaufanie w zdolności dowódcze swego przełożonego. Miał on czcić i wierzyć najpierw pierwszemu Marszałkowi Polski Józefowi Piłsudskiemu i wszystkim swoim bezpośrednim przełożonym. Wojsko kultywowało legendę Piłsudskiego.

#### Powinności względem ludności cywilnej
W „Dziesięciu przykazaniach” postawiono żołnierzom moralny wymóg takiego postępowania i zachowania się, aby zjednywać w narodzie miłość do wojska. Rodzi się pytanie: czy nie występuje tutaj swoistego rodzaju utylitaryzm? (wojsko potrzebuje życzliwości i sympatii społeczeństwa, aby posiadało potrzebne środki a ludzie w mundurach pewne przywileje). Podstawowym zadaniem, a więc racją i sensem istnienia każdej formacji mundurowej jest ochrona społeczeństwa, danego państwa. Wypełnianie ustawowych zadań przez ludzi w mundurach budzi szacunek i społeczne poważanie. "Przykazania" idą w swych wymogach moralnych jeszcze dalej: żołnierz miał tak postępować, aby obywatele odnosili się do niego z miłością. Miał on pełnić służbę w taki sposób, aby inni żywili do niego jedynie pozytywne postawy wyrażające się w pojęciu „miłość”. Żołnierz miał odznaczać się dziarską postawą – a więc sprawnością fizyczną, zdecydowaniem, inteligencją, miał mieć pogodne usposobienie – czyli pogodą ducha, optymizmem oraz winien być życzliwy w stosunku do ludności cywilnej. Szóste przykazanie przypomina żołnierzowi nierozerwalną więź wojska ze społeczeństwem i stawia wymóg takiego stylu życia, by społeczeństwo było nastawione pozytywnie do instytucji, w której pełni służbę.

#### Powinności względem bezbronnych i słabych
Ósme przykazanie nakazuje żołnierzowi być opiekunem tych, którzy sami nie mogą się obronić. Do tej kategorii osób zaliczono kobietę, dziecko i starca. W sytuacjach zagrożenia ma zawsze przyjść im z pomocą. Tradycja otaczania szczególną ochroną kobiet, dzieci i starców ma swoje biblijne korzenie. Kto krzywdził dziecko, wdowę i starca zasługiwał na społeczne potępienie i ściągał na siebie Boży gniew Sam termin "opiekun" zasługuje na uwagę. Żołnierz miał nie tylko strzec granicy państwowej, ale miał być także opiekunem tych, którzy najbardziej narażeni są na krzywdy, zniewagi i upokorzenia.

#### Powinności żołnierza względem samego siebie
Przykazania przypominały żołnierzowi jego obowiązki wobec samego siebie. Jest rzeczą interesującą, że w punkcie dziewiątym przypomniano te powinności, które związane są z wypoczynkiem po służbie. Żołnierz winien się bawić godziwie, czyli wybierać takie formy rozrywki, które są społecznie akceptowane. Słowo "godziwie" zawiera w sobie także powinność wybierania takiej rozrywki czy rozrywek, które nie są ponad stan (ponad możliwości finansowe). Instytucją organizującą wypoczynek dla mundurowych, zwłaszcza dla oficerów w poszczególnych garnizonach były kasyna Istniały także kasyna dla podoficerów z racji specyfiki służby i zamieszkania poza większymi miastami niestety nie mogli korzystać z kasyna i musieli zadowolić się tymi formami rozrywki, które były dostępne dla miejscowej ludności. 
Przykazanie dziewiąte wskazujące na powinności żołnierza wobec samego siebie podkreślało, że rozrywka ma być "bez szkody dla zdrowia". W tym krótkim wyrażeniu zawiera się przestroga przed wszelkimi zachowaniami, które skutkują pogorszeniem zdrowia i kondycji psychofizycznej. Z pewnością mieściły się tutaj takie naganne zachowania jak: pijaństwo, wszelkiego rodzaju burdy, pojedynki i tzw. "fantazja ułańska" czy "fantazja oficerska".

### Powinności względem Ojczyzny
Drugą kategorię powinności, jaką możemy wyodrębnić, tworzą powinności żołnierza wobec Ojczyzny. Kategoria ta obejmuje mniejszą liczbę powinności aniżeli przedstawiona wyżej kategoria osób. Wymogi etyczne dotyczące Ojczyzny występują w trzech przykazaniach: drugim, trzecim i dziesiątym.

#### Powinność poznania historii swojej Ojczyzny
W drugim „Przykazaniu” żołnierz winien sobie uświadomić ciążący na nim obowiązek etyczny znajomości historii swojej Ojczyzny: "Żołnierz polski zna historię swojej Ojczyzny". Znajomość historii ma pomóc żołnierzowi w zrozumieniu polskiej racji stanu. Przykład argumentacji typu historycznego: „Tak jak każdy człowiek broni siebie czy swej chaty
przed napadem, tak samo naród broni swej Ojczyzny przed rabunkiem.”
Żołnierz, jak czytamy w „Dziesięciu przykazaniach”, miał brać wzór z bohaterskich czynów i zasług swoich ojców. Historia miała więc być nauczycielką żołnierskiego życia zgodnie z powiedzeniem "historia jest nauczycielką życia”.

#### Powinność znajomości i umiłowania swojego kraju
Przykazanie trzecie zobowiązywało żołnierza do znajomości i umiłowania swojego kraju. Powinność znajomości ojczystego kraju została wzmocniona wskutek uwarunkowań okresu międzywojennego. Do tej formacji trafiały niekiedy osoby, które nie posiadały silnej identyfikacji z państwem polskim oraz trafiało stosunkowo wielu analfabetów. Stąd też nie dziwi nas położenie silnego nacisku na pracę oświatowo-wychowawczą zarówno wśród żołnierzy, jak i pośród ludności. Powinność miłowania swojej Ojczyzny wyrażał zapis: "Żołnierz kocha swój kraj". Kocha – to znaczy dla tego kraju żyje i pracuje, dla niego pełni służbę wojskową, a jeżeli trzeba walczy w jej obronie.

#### Powinność walki w obronie Ojczyzny
Żołnierska powinność walki w obronie Ojczyzny zapisana została w dwóch przykazaniach: siódmym oraz dziesiątym. Omawiając je przedstawimy najpierw treść przykazania dziesiątego a później przykazania siódmego. Powinnością żołnierza największej wagi jest walczyć w obronie Ojczyzny, gdy jej niepodległość i integralność granic są zagrożone. W „Przykazaniach” wymóg ten został zapisany w ostatnim, dziesiątym punkcie: Żołnierz polski walczy w obronie Ojczyzny do ostatniego tchu i gotów jest zawsze za Ojczyznę oddać swoje życie. Wyrażenie „walczyć do ostatniego tchu” znaczy: w obronie Ojczyzny nie szczędzić swoich sił, dać z siebie wszystko. Odpowiedzią żołnierza na etyczną powinność walki w obronie zagrożonej Ojczyzny ma więc być postawa heroizmu. "Przykazania" stawiają wojskowym wymóg gotowości oddania za Ojczyznę swojego życia, gdy zajdzie taka potrzeba. W ekstremalnych sytuacjach dobro wspólne jakim jest Ojczyzna, trzeba postawić ponad dobrem osobistym, nawet ponad największym dobrem jaki człowiek posiada – życiem. Tak wielka siła zobowiązania jaka występuje w dziesiątym przykazaniu, nie występuje w innych przykazaniach, nawet w pierwszym przykazaniu, które dotyczy powinności pielęgnowania cnoty pobożności. Kalendarzyk we wspomnianym już rozdziale „Na co potrzebne jest wojsko” powinność obrony Ojczyzny ilustruje bardzo prostym, zrozumiałym dla wszystkich porównaniem. Gotowość do oddania swojego życia w obronie Ojczyzny była istotnym rysem żołnierskiego ideału. 

#### Powinność znajomości oręża i sprzętu wojskowego
W przykazaniu siódmym pojawił się etyczny wymóg znajomości i poszanowania broni (oręża) oraz sprzętu wojskowego. Powinność tę należy ujmować ściśle w relacji do powinności walki w obronie Ojczyzny. Tak więc zobowiązania wobec Ojczyzny jawią się jako źródło powinności odnoszących się do broni i do wyposażenia wojskowego. W powyższym przykazaniu pojawiła się jeszcze jedna powinność tj. na wojnie żołnierz ma dążyć jedynie i bezustannie do zwycięstwa. Ta powinność motywuje konieczność właściwego stosunku do ekwipunku wojskowego pojętego bardzo szeroko. Uregulowania etyczne odnoszące się do sytuacji wojny świadczą o tym, że wojnę traktowano w tym czasie, w którym powstało "Dziesięć przykazań żołnierza polskiego", jako realne zagrożenie.
Każdy dokument etyczny w formie kodeksu, zasad czy przykazań ma pewną siłę oddziaływania na postawy ludzi. Uchwycone zobowiązania moralne oraz idee moralne
będące częścią etosu żołnierza, mogą i powinny stać się źródłem inspiracji etycznych dla tych wszystkich, którzy obecnie ochraniają granice naszego państwa.